# Капуцький Федір Миколайович
Федір Миколайович Капуцький (біл. Фёдар Мікалаевіч Капуцкі; 10 січня 1930, село Селивонівка, тепер Молодечненського району Мінської області, Білорусь — 24 грудня 2017) — білоруський і радянський науковець, хімік, професор (1978), доктор хімічних наук (1984), академік Національної академії наук Білорусі (1994; член-кореспондент з 1989 року), ректор Білоруського державного університету. Член ЦК КПРС у 1990—1991 роках.

## Життєпис
У 1954 році закінчив хімічний факультет Білоруського державного університету імені Леніна.
З 1954 року — аспірант, з 1957 року — асистент, з 1963 року — старший викладач, доцент, завідувач кафедри, заступник декана Білоруського державного університету імені Леніна. Член КПРС з 1963 року.
У 1964—1965 роках працював у Державному комітеті Ради міністрів Білоруської РСР з координації науково-дослідних робіт.
З 1965 по 1973 рік був деканом хімічного факультету Білоруського державного університету імені Леніна. 
З 1973 року працював заступником, а з 1977 по 1985 рік — першим заступником міністра вищої і середньої спеціальної освіти Білоруської РСР.
У 1985—1989 роках — завідувач лабораторії, завідувач відділу Науково-дослідного інституту фізико-хімічних проблем у Мінську.
У 1989—1990 роках — проректор Білоруського державного університету імені Леніна.
У березні 1990—1996 роках — ректор Білоруського державного університету, на цій посаді його змінив Олександр Козулін. З 1996 року працював директором Науково-дослідного інституту фізико-хімічних проблем.
Автор понад 600 наукових праць, двох монографій, двох навчальних посібників, близько 200 авторських свідоцтв на винаходи та патентів. Написав багато наукових праць у галузі структурної та хімічної модифікації целюлози та її похідних. Пояснив вплив органічних розчинників на реакційну здатність оксиду азоту та целюлози, встановив вплив аморфізації целюлози та запропонував механізм вибіркової окисної реакції целюлози оксидом азоту та її прямого розчинення у сумішах оксиду азоту з електронно-донорними розчинниками. Розробив та освоїв технологію виробництва окисленої целюлози та ряду ефективних лікарських засобів на її основі, опрацював варіанти розвитку в Білорусі власного виробництва целюлозних напівфабрикатів із соломи та іншої сільськогосподарської сировини. Також до сфера його наукових інтересів входили фізика-хімія полісахаридів; створення лікарських препаратів.
Помер 24 грудня 2017 року в Мінську.

## Нагороди та премії
- орден «Знак Пошани» (1980)
- медаль Франциска Скорини (Білорусь) (1996)
- Заслужений працівник вищої школи Білоруської РСР (1976)